# Spenslig fetknopp
Spenslig fetknopp (Sedum gracile) är en fetbladsväxtart som beskrevs av Carl Anton von Meyer. Spenslig fetknopp ingår i fetknoppssläktet som ingår i familjen fetbladsväxter. Arten förekommer tillfälligt i Sverige, men reproducerar sig inte. Inga underarter finns listade i Catalogue of Life.

## Bildgalleri

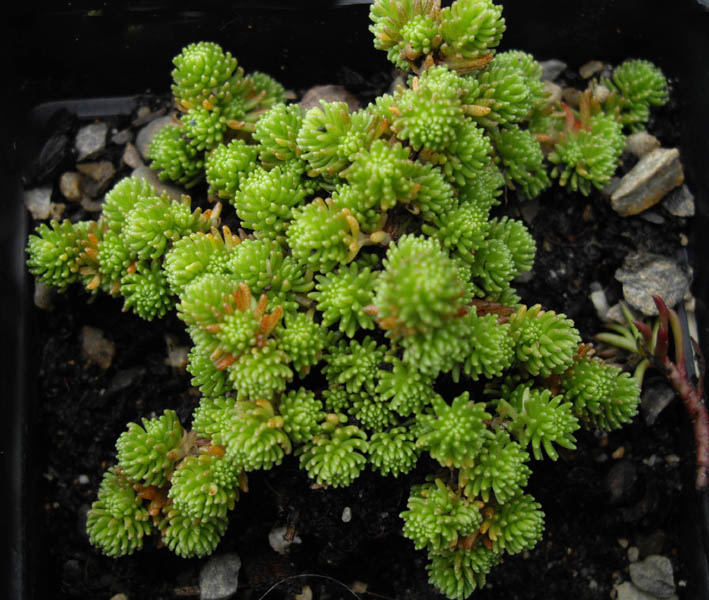
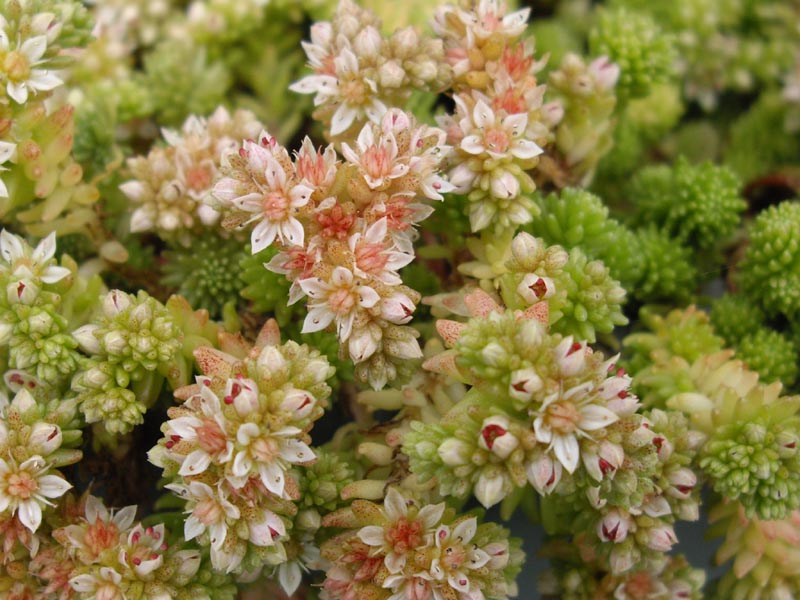
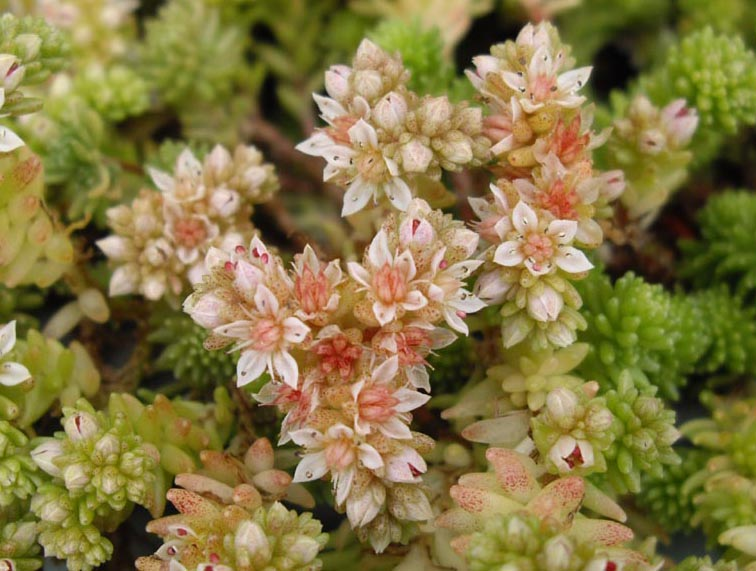